# Milà-Sanremo 1933
La Milà-Sanremo 1933 fou la 26a edició de la Milà-Sanremo. La cursa es disputà el 26 de març de 1933, sent el vencedor final l'italià Learco Guerra.
156 ciclistes hi van prendre part, acabant la cursa 90 d'ells.

## Classificació final
|    | Ciclista         | Equip                     | Temps      |
| -- | ---------------- | ------------------------- | ---------- |
| 1  | Learco Guerra    | Maino                     | 7h 50' 41" |
| 2  | Alfredo Bovet    | Bianchi                   | +m. t.     |
| 3  | Pietro Rimoldi   | Bianchi                   | m. t.      |
| 4  | Karl Altenburger | Olympia                   | m. t.      |
| 5  | Ludwig Geyer     | Legnano-Clement           | m. t.      |
| 6  | Alfredo Binda    | Legnano-Clement           | + 1' 56"   |
| 7  | Antonio Negrini  | Genial Lucifer-Hutchinson | m. t.      |
| 8  | Decimo Bettini   | -                         | m. t.      |
| 9  | Carlo Moretti    | Bestetti                  | m. t.      |
| 10 | Michele Mara     | Bianchi                   | + 3' 29"   |